# Александр Усик — Тайсон Фьюри (декабрь 2024)
Александр Усик — Тайсон Фьюри II — профессиональный боксёрский двенадцатираундовый поединок-реванш в тяжёлом весе, который состоялся 21 декабря 2024 года на футбольном стадионе Kingdom Arena в Эр-Рияде между чемпионом мира по версиям WBC, WBA Super, WBO, IBO и The Ring украинцем Александром Усиком и британцем Тайсоном Фьюри.

## Предыстория
После поражения Тайсон Фьюри воспользовался своим правом на реванш с Александром Усиком, о чём сообщил его промоутер Боб Арум. Ранее команда Усика обратилась к Международной боксерской федерации с просьбой отложить бой против обязательного претендента Филипа Хрговича, чтобы на кону в реванше с Фьюри стояли все пояса в тяжёлом весе. В результате Усик был вынужден отказаться от титула IBF.
Организация согласилась санкционировать бой с Фьюри при условии, что победитель немедленно проведёт обязательную защиту. Хргович, претендент на пояс IBF, поддержал идею боя за абсолютное чемпионство, согласившись сразиться с победителем или получить вакантный титул. После победы Усика ожидалось, что его лишат титула IBF в течение недели. Однако из-за неожиданного поражения Хрговича Даниелю Дюбуа, который стал временным чемпионом, вопрос статуса титула Усика был отложен.
В видеообращении Усик объяснил, что его отказ от титула связан с «подарком» для боя 21 сентября между Даниелем Дюбуа и Энтони Джошуа. Дюбуа позже был признан полноправным чемпионом IBF и 21 сентября нокаутировал в своей первой защите Джошуа.

## Прогнозы
Коэффициенты на бой Усика и Фьюри, предложенные букмекерами, предсказывали преимущество украинца. Победа Усика оценивалась в среднем с коэффициентом 1.62–1.68, тогда как успех британца — 2.10–2.35. Наиболее вероятным исходом считалась победа Усика по очкам с коэффициентом 2.65. Нокаут в его исполнении предлагали в среднем за 3.80, а аналогичный сценарий от Фьюри — за 4.50. Ничья в бою оценивалась крайне низко — 15.00. Большинство экспертов ожидали полную дистанцию в 12 раундов с коэффициентом 1.70.

## Взвешивание
Основной источник:
Александр Усик (22–0, 14 КО) —  102,5 кг
Тайсон Фьюри (34–1–1, 24 KO) — 127,5 кг
У обоих боксёров это максимальный вес в карьере.

## Ход боя

С самого начала боя Усик смог навязать огромный темп и не ввязываться в силовое противостояние с Фьюри который на взвешивании потянул на 25 кг больше. В первой половине боя дуэль джебами была примерно равная, с небольшим преимуществом украинца. Силовые удары были на стороне Усика в 4 раундах первой половины боя. Вторая половина боя выявила функциональные проблемы у Фьюри. Лишний вес, который он набрал к бою, никак ему не помог, он стал уставать и терять концентрацию пропуская в концовке более 20 ударов в раунде (9, 11, 12 раунды). На фоне усталости стал фолить, но в пределах разумного. Ближе к чемпионским раундам Усик принимает силовое противостояние с более габаритным и тяжёлым претендентом, отдав все силы в 11-м раунде и проведя конкурентный заключительный раунд. Бой конкурентный и зрелищный, но победа Усика бесспорная и единогласная 116–112. Компьютеризированная система Compubox как всегда обнародовала статистику: Александр уверенно впереди по точному числу попаданий (179–144), значительно точнее в джебах (73–44) и немного превзойдя Фьюри по количеству силовых (106–100). Победу Усика так же доказывает процент общих попаданий 42,3% на 28,3% у Фьюри.

## Гонорары
Общий призовой фонд составил 191 млн долларов США. Из этой суммы Александр Усик получил $114 млн, а Фьюри 76 млн. Обе суммы указаны без учёта PPV. Усик вновь обновил свой рекорд по гонорару за карьеру, в первом бою с Фьюри он получил около 38 млн. долларов.

## Судейство
Изначально для подсчета очков были назначены Фернандо Барбоза (США), Патрик Морли (США) и Херардо Мартинес (Пуэрто-Рико). Однако из-за болезни Барбозы его заменил Игнасио Роблес из Панамы. Таким образом, итоговый состав судей выглядел следующим образом:
- Патрик Морли (США)
- Херардо Мартинес (Пуэрто-Рико)
- Игнасио Роблес (Панама)

Обязанности рефери в поединке исполнял Роберто Рамирес-младший из Пуэрто-Рико.
Впервые в истории бокса в рамках этого боя был задействован судья на базе искусственного интеллекта. Результаты этого экспериментального судьи не повлияли официальный исход боя. Инициатива направлена на снижение предвзятости и человеческих ошибок в судействе.
Все трое судей единогласно зафиксировали победу Александра Усика со счётом 116–112. Искусственный интеллект проанализировал бой и выставил счёт 118–112 в пользу Александра Усика, подкрепив единогласное решение судей.

### Судейские записи
| Судья            | Боксёр         | Раунд | Раунд | Раунд | Раунд | Раунд | Раунд | Раунд | Раунд | Раунд | Раунд | Раунд | Раунд | Итог |
| Судья            | Боксёр         | 1     | 2     | 3     | 4     | 5     | 6     | 7     | 8     | 9     | 10    | 11    | 12    | Итог |
| ---------------- | -------------- | ----- | ----- | ----- | ----- | ----- | ----- | ----- | ----- | ----- | ----- | ----- | ----- | ---- |
| Херардо Мартинес | Александр Усик | 9     | 10    | 10    | 9     | 9     | 10    | 10    | 10    | 10    | 10    | 10    | 9     | 116  |
| Херардо Мартинес | Тайсон Фьюри   | 10    | 9     | 9     | 10    | 10    | 9     | 9     | 9     | 9     | 9     | 9     | 10    | 112  |
|                  |                |       |       |       |       |       |       |       |       |       |       |       |       |      |
| Патрик Морли     | Александр Усик | 9     | 10    | 9     | 9     | 9     | 10    | 10    | 10    | 10    | 10    | 10    | 10    | 116  |
| Патрик Морли     | Тайсон Фьюри   | 10    | 9     | 10    | 10    | 10    | 9     | 9     | 9     | 9     | 9     | 9     | 9     | 112  |
|                  |                |       |       |       |       |       |       |       |       |       |       |       |       |      |
| Игнасио Роблес   | Александр Усик | 10    | 9     | 10    | 9     | 9     | 10    | 10    | 10    | 9     | 10    | 10    | 10    | 116  |
| Игнасио Роблес   | Тайсон Фьюри   | 9     | 10    | 9     | 10    | 10    | 9     | 9     | 9     | 10    | 9     | 9     | 9     | 112  |

## Андеркарт
В таблице перечислены результаты всех поединков боксёров.
В каждой строке указан результат поединка. Дополнительно номер поединка обозначен цветом, который обозначает итог поединка. Расшифровка обозначений и цветов представлена в нижеследующей таблице.
| Пример | Расшифровка                     |
| ------ | ------------------------------- |
|        | Победа                          |
|        | Ничья                           |
|        | Поражение                       |
|        | Планируемый поединок            |
|        | Поединок признан несостоявшимся |
| КО     | Нокаут                          |
| ТКО    | Технический нокаут              |
| PTS    | Решение судей (по очкам)        |
| UD     | Единогласное решение судей      |
| MD     | Решение большинства судей       |
| SD     | Раздельное решение судей        |
| RTD    | Отказ от продолжения боя        |
| DQ     | Дисквалификация                 |
| NC     | Поединок признан несостоявшимся |

## После боя
Сразу же после судейского решения в ринг вышел чемпион IBF Даниэль Дюбуа — бросил вызов победителю сказав что его в прошлый раз ограбили. Усик без колебаний согласился на ещё один бой. Сам Дюбуа должен был 22 февраля 2025 года защитить пояс против Джозефа Паркера, но выбыл из боя заболев вирусной инфекцией.
Организатор вечера бокса и серии Riyadh Season Турки Аль аш-Шейх прокометировал победу Усика: «Думаю, Усик выиграл по делу. Я насчитал победу Усика с преимуществом в 4 раунда. Тайсон делал всё что мог. Он провёл прекрасный бой. Но это бокс. Победитель должен быть только один».
После боя Александр Усик поднял над головой саблю которая принадлежала известному гетману Ивану Мазепе. Усик поделился своими впечатлениями в соцсетях, подчеркнув важность этого исторического акта: «Настоящая сабля выдающегося украинского гетмана Ивана Мазепы. Держать в руках уникальный артефакт, которому больше 300 лет, было честью для меня. Веками Россия оскверняла имя гетмана Мазепы. Теперь оно возвращается в мировое медиапространство и получит признание, которого заслуживает. Всё только начинается!»